# Laboratoire océanographique écossais

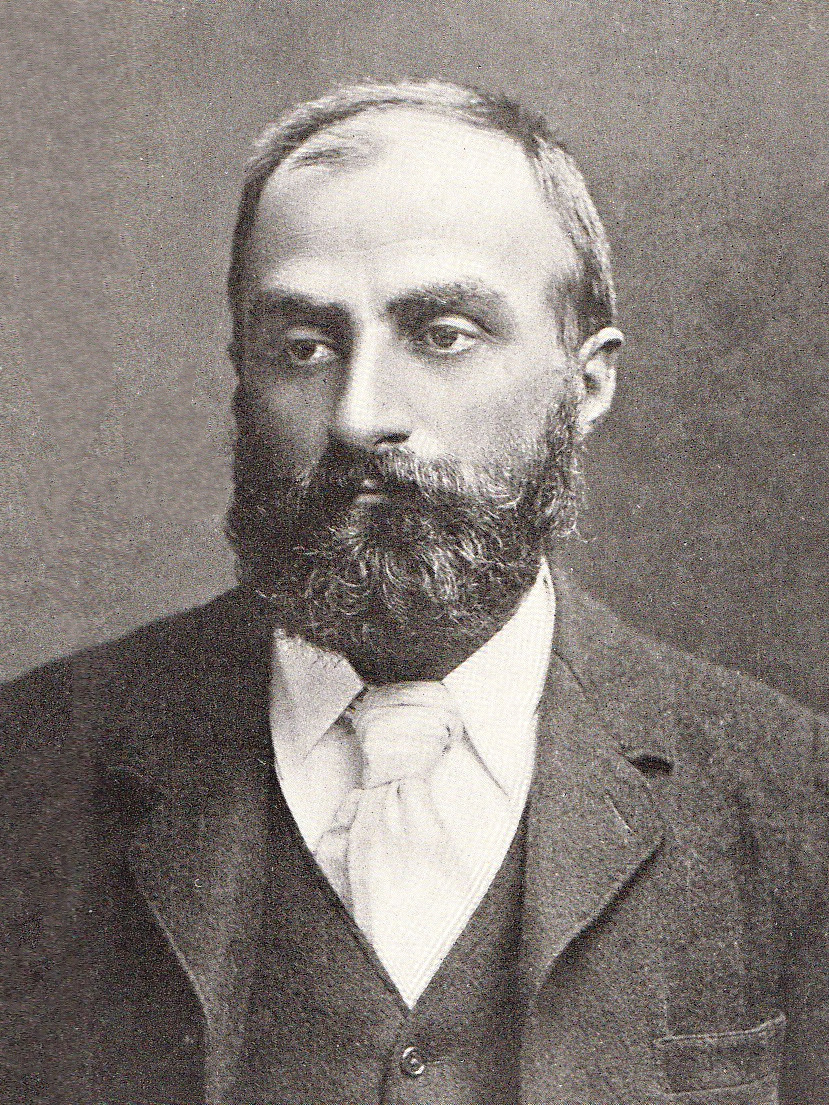
William Speirs Bruce, fondateur du Laboratoire océanographique écossais

Le Laboratoire océanographique écossais (Scottish Oceanographical Laboratory), ouvert de 1907 à 1919 à Édimbourg, a été fondé en 1906 par William Speirs Bruce à la suite de son travail dans les régions polaires, concrétisé par l'expédition Scotia.
Par l'intermédiaire de ses expériences variées, Bruce s'est créé une réputation de scientifique polaire. Il a également recueilli un grand nombre d'échantillons botaniques, biologiques, zoologiques et des spécimens géologiques, ainsi que des données météorologique et magnétiques sur l'Antarctique.
Créé à Édimbourg, le laboratoire fournit un lieu pour l'examen, le stockage et l'exposition des collections de spécimens tirés de ses voyages mais également une base à partir de laquelle des expéditions pouvait être prévues. Il a été inauguré le 16 janvier 1907 par le prince de Monaco, qui était un ami de longue date de William Bruce. 
Il a toujours été l'ambition de Bruce de transformer le laboratoire en institut national. Une réunion visant à discuter de cette possibilité se tint en mai 1914 et la proposition acquit un soutien important dans le milieu scientifique écossais. Un comité d'organisation fut créé, mais la question fut mise de côté à la suite du déclenchement de la Première Guerre mondiale et n'a pas été rediscutée par la suite. En 1919, le manque de financement, combiné avec sa santé défaillante, força Bruce à fermer le laboratoire ; et donner divers spécimens, des livres et autres matériaux à l'Université d'Édimbourg, la Royal Scottish Geographical Society et le Musée royal d'Écosse.